# 루이 말
루이 말(Louis Malle, 1932년 10월 30일 ~ 1995년 11월 23일)은 프랑스의 영화감독, 영화 각본가, 프로듀서이다.

## 생애
14세에 아버지의 8mm 카메라로 영화를 찍기 시작하였다.
파리의 영화고등학원 졸업 후 쿠스트 대령의 조수가 되고, 《침묵의 세계》의 촬영에 참가하였으며, 이듬해인 1958년에 부친의 자금으로 《사형대의 엘리베이터》를 완성, 누벨 바그의 선구를 이루었다.
그의 작품은 테마보다 이미지 및 그 바로크적 영상 감각이 뛰어나다고 평가된다. 대표작으로 《연인들》, 《사생활》, 《비바 마리아!》, 《파리의 도적》 등이 있다.

## 작품 목록
- 사형대의 엘리베이터 (1958)
- 연인들 (1958)
- 지하철의 소녀 (1960)
- 사생활 (1962)
- 도깨비불 (1963)
- 비바 마리아! (1965)
- 파리의 도적 (1967)
- 마음의 속삭임 (1971)
- 라콤 루시앙 (1974)
- 블랙 문 (1975)
- 프리티 베이비 (1978)
- 아틀란틱 시티 (1980)
- 앙드레와의 저녁식사 (1981)
- 크래커즈 (1984)
- 알라모의 총성 (1985)
- 굿바이 칠드런 (1987)
- 밀루의 어떤 5월 (1990)
- 데미지 (1992)
- 42번가의 반야 (1994)